# Klaus-Andreas Moering
Klaus-Andreas Moering (* 10. Dezember 1915 in Breslau; † 17. März 1945 in Glatz) war ein deutscher Maler des Expressionismus.

## Elternhaus und Jugend
Klaus-Andreas Moering wurde als Sohn von Ernst (1886–1973) und Isa Moering, geb. von Koskull (1881–1957), geboren. Er hatte einen jüngeren Bruder Ivo Moering (1917–1984). Die Prägung durch das Elternhaus war aufgeklärt-liberal. Der Vater war zunächst Prediger an der Königin-Luise-Gedächtniskirche in Breslau und ab 1927 Direktor der Städtischen Volksbücherei in der schlesischen Hauptstadt. Die Mutter stammte aus einer kurländischen Adelsfamilie. 1933 musste der Vater, der Mitglied der Deutschen Demokratischen Partei war, auf Druck der Nationalsozialisten den Dienst quittieren und wurde für einige Wochen in ein Konzentrationslager gesperrt.

## Künstlerische Anfänge

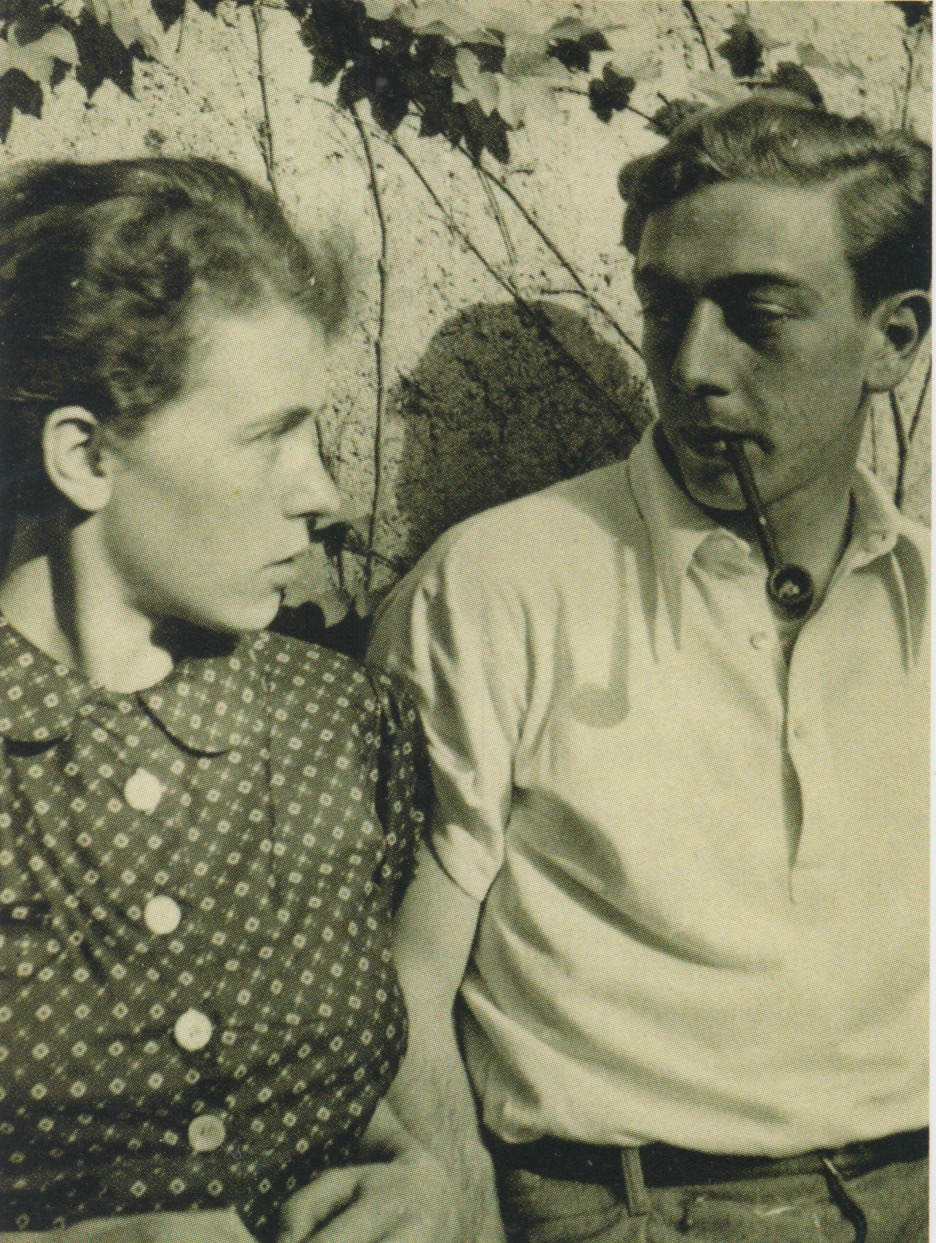
Klaus-Andreas Moering und Elle Nay, Fotografie um 1937

Seit dem Alter von 15 oder 16 Jahren, also seit etwa 1930, erhielt Klaus-Andreas Moering privaten Zeichenunterricht bei dem Künstler Ludwig Peter Kowalski, der zu jener Zeit Leiter der Studienabteilung an der Kunstgewerbeschule Breslau war. 1935 legte Moering das Abitur am Humanistischen Gymnasium in Breslau ab. Anschließend wurde er für die obligatorischen 6 Monate zum Reichsarbeitsdienst einberufen. Nachdem er beschlossen hatte, Maler werden zu wollen, bewarb er sich anschließend an der Kunstgewerbeschule Breslau. Doch wurde er abgelehnt, wobei die politische Haltung seines Vaters und die Tatsache, dass sein Lehrer Kowalski in der Zwischenzeit aus politischen Gründen seines Amtes enthoben worden war, eine Rolle gespielt haben könnten. So immatrikulierte er sich zunächst im Fach Germanistik an der Breslauer Universität. Zu Beginn des Jahres 1936 siedelte der damals 20-Jährige nach Berlin über, um dort Kunst zu studieren. Auf Wunsch des Vaters, der auf einer konkret berufsvorbereitenden Ausbildung zum Kunsterzieher bestand, schrieb er sich zum Sommersemester 1936 an der Staatlichen Hochschule für Kunsterziehung ein. In jenem Jahr lernte er auch Elisabeth Dorothea „Elle“ Nay kennen, eine Cousine des Malers Ernst Wilhelm Nay, die er am 20. Mai 1938 heiratete. Als Elle Nay-Moering veröffentlichte sie drei Erzählungen im Martin Warneck Verlag. Aus der Ehe mit Klaus-Andreas Moering gingen die Kinder Andrea Müller-Osten geb. Moering (* 1938) und Michael Moering (1942–1986) hervor.

## Studienzeit
An der bereits 1933 gleichgeschalteten Berliner Hochschule studierte Moering in der Klasse von Konrad von Kardorff. An der Schule fühlte Moering sich unwohl, weil die von ihm verehrten Maler des Expressionismus als verfemt galten. 1937 schrieb er:
„Bis jetzt waren es in den Klassen immer nur solche, die einen für verrückt ansahen, wenn man den Namen Nolde z. B. nur in den Mund nahm. Dabei können sie nicht einen Strich, der so viel Leben und Ausdruck besitzt, verstehen, geschweige denn nachmachen …“
Im Sommer 1937 war Moering im Rahmen eines „Ostsemesters“ an den Staatlichen Meisterateliers in Königsberg in der Klasse von Alfred Partikel eingeschrieben. Hier lernte er Kommilitonen aus anderen Klassen kennen, die sich wie er die als „entartet“ verunglimpften Künstler zum Vorbild nahmen:
„Einige haben Originale von Schmidt-Rottluff, Pechstein usw. und gute Reproduktionen von Nolde, Mueller, Kokoschka, Kirchner …“
Aus der Königsberger Zeit stammen die ersten erhaltenen Werke Moerings, die in ihrer formalen Reduzierung und Betonung der Konturlinie den Einfluss Schmidt-Rottluffs zeigen. Erste Landschaftsaquarelle entstanden bei einer Exkursion der Hochschule nach Weißenburg (Ostpreußen).

## Begegnungen mit Ernst Wilhelm Nay und die Ausstellung „Entartete Kunst“ in Berlin
Durch seine Frau Elle kam Moering im Herbst 1937 in Kontakt mit dem mit Ausstellungsverbot belegten Maler Ernst Wilhelm Nay. Durch diesen wurde ihm eine Perspektive aufgezeigt, wie die von Moering bewunderte expressionistische Malerei der 1910er- und 1920er-Jahre weiterentwickelt werden könnte:
„Der Mann geht wirklich weiter und schafft eigene Gesetze. Durch und durch Maler, gestaltet er mit der Farbe und Raum und Licht – was ja die Expressionisten alle nicht haben – Licht nicht impressionistisch. Und der Raum ist bei ihm eine perspektivische Illusion – er schneidet kein Loch in die Leinwand –, sondern die Fläche bleibt völlig gewahrt.“ Moering bewunderte an Nay die Freiheit, mit der dieser sich von der Wiedergabe gegenständlicher Seherfahrungen löste.
Zum zweiten Schlüsselerlebnis wurde für Moering der mehrfache Besuch der Schmäh-Ausstellung „Entartete Kunst“ bei deren Berliner Station im Haus der Kunst am Reichstag im Frühjahr und Sommer 1938. Moering begriff die Ausstellung als letzte Gelegenheit, eine große Zahl von Werken der Klassischen Moderne eingehend zu studieren. Insbesondere begeisterte er sich dort für die Maler der Brücke, vor allem für Ernst Ludwig Kirchner und Otto Mueller, aber auch für Karl Schmidt-Rottluff, Erich Heckel und Paul Klee. Kritischer sah der selbstbewusste und urteilsfreudige Moering Emil Nolde, Max Beckmann und vor allem Karl Hofer, dessen Werke er ablehnte. In Briefen und Tagebuchnotizen hielt er seine Eindrücke fest und notierte die gesehenen Werke. Seine diesbezüglichen Aufzeichnungen sind eine wichtige Quelle zur Berliner Station der Ausstellung.
Nachdem er 1939 sein Studium der Kunsterziehung abgeschlossen hatte, war er bis März 1942 als Lehrer für Kunsterziehung und Deutsch an zwei Berliner Schulen beruflich stark beansprucht.

## Künstlerische Entwicklung in den Jahren 1938–1944

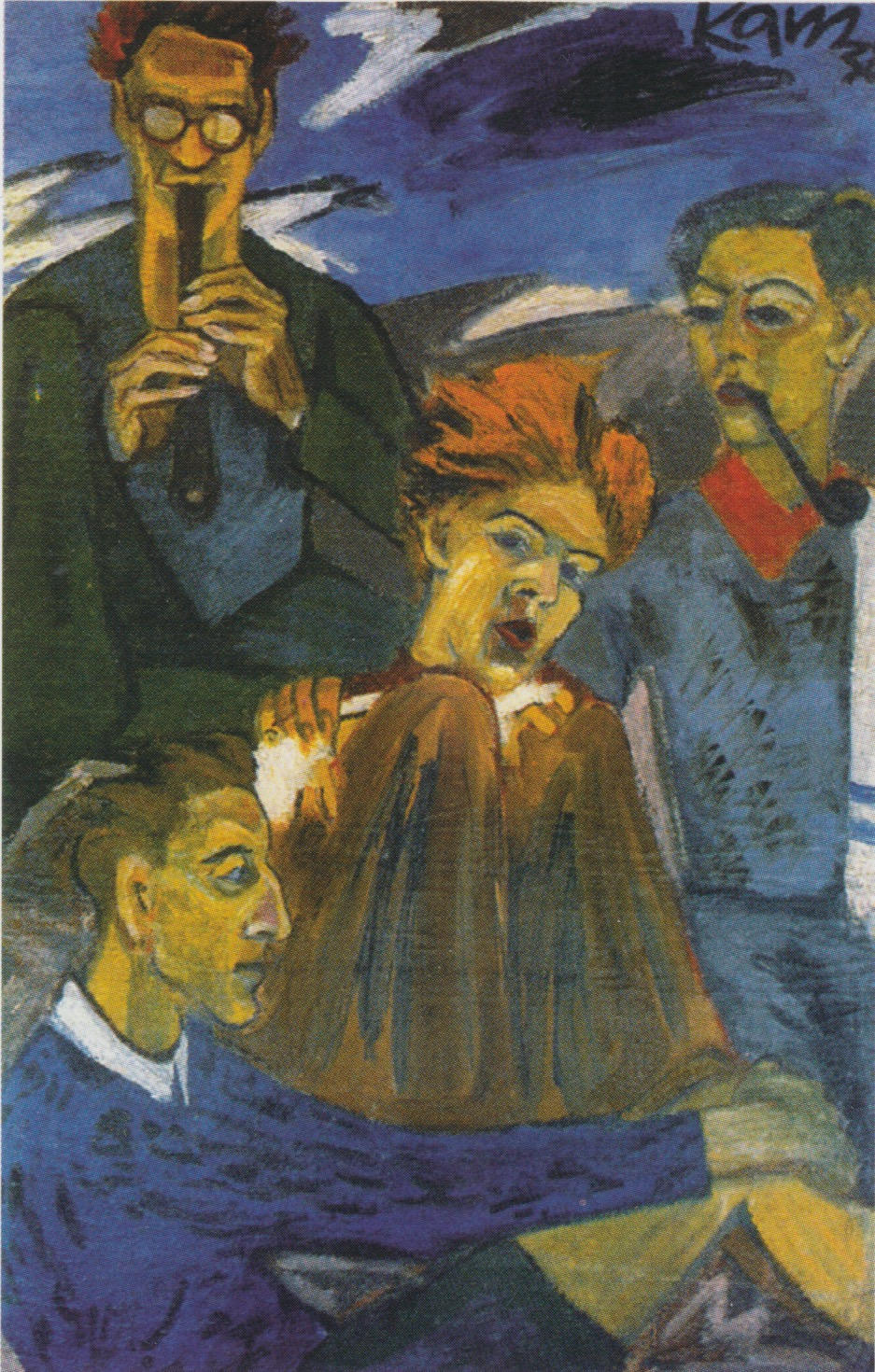
Steffens, Albrecht, Elle und ich am Strand, 1938, Öl auf Leinwand, Privatbesitz

Von großer Bedeutung für Moerings künstlerische Entwicklung waren Sommeraufenthalte im Ferienhaus seiner Schwiegereltern in Poberow an der Ostsee. Gemeinsam mit den Künstlerfreunden Joachim Albrecht und Hans Hermann Steffens sowie seiner Frau Elle hielt er sich 1938 erstmals dort auf. Steffens berichtete 1986 rückblickend von einer Atmosphäre des gemeinsamen Schaffens, die an die Aufenthalte der „Brücke“-Maler an den Moritzburger Teichen erinnert:
„Die Tage sind prallvoll für uns. Ich glaube, nie wieder sind wir so ausgelassen gewesen, wie in diesem Sommer. Voller Leben, übersprudelnd in allem, was wir tun. Die Arbeiten werden besprochen, kritisiert. Wir versuchen, uns zu behaupten, gegen alles, was die Werte, an die wir glauben, zerstören könnte.“
In jenem Sommer 1938 entstand das großformatige Ölbild „Steffens, Albrecht, Elle und ich am Strand“, das Moering als seine „Doktorarbeit“ bezeichnet haben soll. Zunehmend löste er sich vom Naturvorbild und arbeitete abstrakter und geometrischer. Auch die Wahl der Farben folgte zunehmend bildimmanenten Kriterien und nicht der Wirklichkeitsschilderung, wie das Motiv der blaugefleckten „Kühe I“ von 1938 zeigt. Sind die Landschaften jener Zeit noch von starken Konturlinien und eckigen Formen geprägt, wird sein Stil ab etwa 1941 immer freier und leichter. Die Landschaften zeigten nun – oft ausgehend von einem ruhigen zentralen Motiv wie der Ferienhütte oder einem einzelnen Baum – eine in wirbelnden, schnellen Pinselstrichen auseinanderstrebende Welt. Neben den Landschaftsaquarellen waren Porträts sein zweiter Schwerpunkt, wobei seine Frau Elle und er selbst die häufigsten Motive waren. Hatte ihn sein erstes Selbstporträt von 1937 noch selbstbewusst in einem an die Neue Sachlichkeit erinnernden Stil gezeigt, wird das Motiv in der Folge zum Ausdruck seiner malerischen Entwicklung, aber auch seiner zunehmenden Zweifel, ob es ihm gelingen werde, sich unter den gegebenen Umständen wie gewünscht entwickeln zu können. Ein letztes selbstbewusstes Manifest ist das Aquarell „Selbstbildnis I“ von 1942, in dem er mit starken Farbkontrasten seine anhaltende Treue zur expressionistischen Malerei zeigte. Die weiteren Selbstporträts zeugen von der zunehmenden Anspannung und Düsternis, die den Künstler nach seiner Einberufung erfasste. Bei seinem letzten Heimaturlaub im Dezember 1944 malte er sich in Uniform, von seiner Frau umarmt, in einem Gemälde mit dem ahnungsvollen Titel Abschied.

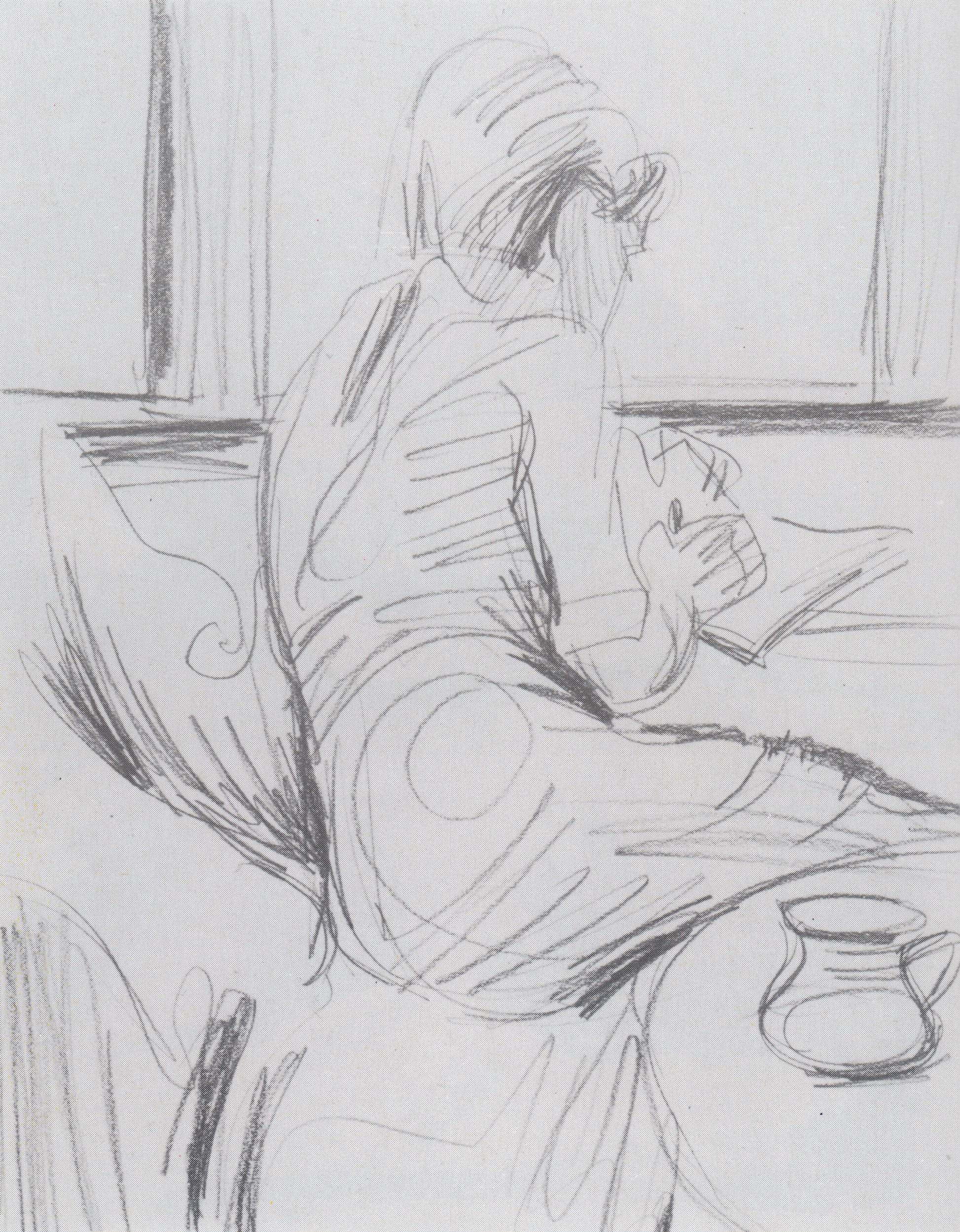
Schreibende, Zeichnung 1939, Museumslandschaft Hessen Kassel

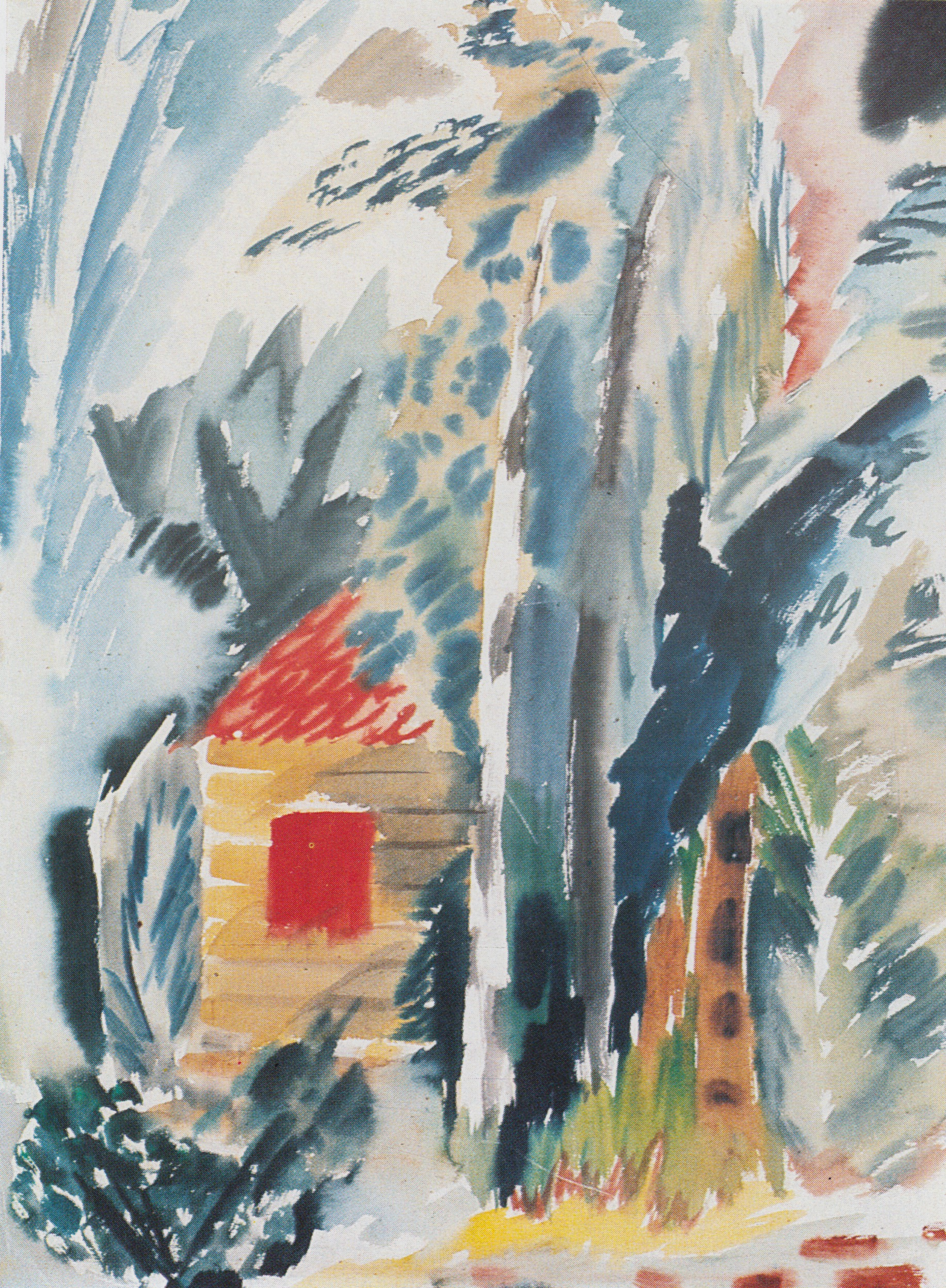
Haus im Wald, Aquarell 1941, Privatbesitz

## Kriegsdienst und Tod
Im April 1942 wurde Moering zur Wehrmacht eingezogen. Nach der Grundausbildung als Artillerie-Soldat in Lissa wurde er an die Ostfront geschickt. Im Juni 1942 wurde ihm vom Kompaniechef vorgeschlagen, Offiziersanwärter zu werden:
„… ich schlug natürlich ab […] überall dasselbe: Äußerlichkeiten, Lametta, materielle Vorteile. […] Man kann nicht 2 Herren dienen und für mich ist es eben die Malerei.“ 
Seit Juli an der Front, schrieb er im August 1942:
„Ich bin kein Soldat, werde nie einer werden – diese viele tote Zeit und sinnlose Betätigung.“ 
Nur unterbrochen von kurzen Fronturlauben im Frühjahr 1943, im Sommer und im Dezember 1944 diente Moering an der Ostfront im Bereich der Heeresgruppe Mitte. Er machte den Rückzug der Wehrmacht von Russland bis in seine schlesische Heimat mit und wurde dort verwundet. Er starb im Luftwaffenlazarett in Glatz an den Folgen.
Aus den Kriegsjahren 1942 bis 1945 sind 470 Briefe von Klaus-Andreas Moering erhalten geblieben, die ihn als aufmerksamen Beobachter zeigen. Hauptadressaten waren seine Frau Elle, die Cousine Ruth Moering (Briefe nicht erhalten) und sein künstlerischer Mentor und Freund Ernst Wilhelm Nay.

## Schicksal des Werkes
Bei Kriegsende befanden sich fast alle Werke Moerings im Pfarrhaus von Bad Muskau, wo seine Frau mit den beiden Kindern lebte. Nur durch das beherzte Eingreifen eines Nachbarn konnten sie nach deren Flucht davor bewahrt werden, von sowjetischen Soldaten verbrannt zu werden und gelangten so wieder in den Besitz der Nachkommen. In der Folge sind einzelne Werke in öffentlichen Besitz übergegangen.
Insgesamt sind etwa 80 Werke von Klaus-Andreas Moering überliefert. Einige von ihnen befinden sich in öffentlichem Besitz: 26 Aquarelle und Zeichnungen sowie 2 Ölgemälde befinden sich als Stiftung der Tochter Andrea Müller-Osten in der Ostdeutschen Galerie Regensburg. 5 Aquarelle und 1 Zeichnung befinden sich in der Sammlung der Berlinischen Galerie, 2 Aquarelle und 2 Zeichnungen in der Graphischen Sammlung der Museumslandschaft Hessen Kassel. Weitere Werke des Künstlers finden sich in Privatbesitz.
Etwa 700 Briefe (Originale und Abschriften) sowie weitere Dokumente, das Tagebuch und Fotografien von Klaus-Andreas Moering finden sich im Deutschen Kunstarchiv in Nürnberg.

## Rezeption
Die Erforschung von Moerings Werk wurde zunächst von seinem Sohn Michael verfolgt. Dieser trug um 1985 die Quellen zur Familie, Freunden, Studium, künstlerischem Werk und Kriegsdienst zusammen und transkribierte die Briefe seines Vaters. Erst 1991 erschien – hervorgegangen aus einer 1987 eingereichten Magisterarbeit an der TU Berlin und auf Basis der umfangreichen Vorarbeit von Michael Moering – die erste ausführliche Würdigung des Künstlers von der Kunsthistorikerin Reglindis Schulte-Tigges-Dettbarn. Nach der Stiftung zahlreicher Werke Moerings in das Kunstforum Ostdeutsche Galerie in Regensburg im November 2011 wurden diese 2014 in einer Ausstellung präsentiert. Der zugehörige Katalog enthält einen Aufsatz der Sammlungsleiterin Grafik, Agnes Matthias, zum Werk Moerings. 2019 hielt der Kunsthistoriker Hans Georg Hiller von Gaertringen in Berlin einen Vortrag für den Förderkreis des Brücke-Museums zu Moerings Besuch und Notizen zur „Entartete-Kunst“-Ausstellung im Jahr 1938.
Der Schriftsteller Walter Kempowski nahm insgesamt 13 Briefe Moerings aus dem Januar und Februar 1943 und 4 Briefe aus dem Februar 1945 in seine literarische Collage „Das Echolot“ auf. In einem Brief an Moerings Tochter Andrea schrieb Kempowski 1993:
„Die Schilderungen Ihres Vaters sind so anschaulich – wie könnte es bei einem Maler anders sein – und der Geist, wenn ich so sagen darf, so ungemein sympathisch, daß man sie den Lesern nicht vorenthalten sollte.“
Kempowski beabsichtigte, in einem Folgewerk zum „Echolot“ mit dem Titel „Ortslinien“ weitere Briefe Moerings aus den Jahren 1942 bis 1945 zu publizieren, doch vollendete er dieses Projekt nicht mehr.

## Bewertung
Klaus-Andreas Moerings künstlerische Entwicklung wurde durch die nationalsozialistische Herrschaft in dreierlei Hinsicht beeinträchtigt: Zunächst war es ihm durch die Gleichschaltung der Kunsthochschulen und die Vertreibung der wesentlichen Protagonisten der Moderne der 20er-Jahre kaum möglich, Lehrer zu finden, die seinen modernen Neigungen entsprachen. Die Professoren und Dozenten, bei denen er stattdessen studierte, sahen seine Kunst stattdessen als „gefährlich“ oder gar als „entartet“ an. Niemand erkannte und würdigte sein Talent in einer Weise, die ihm vor 1933 und nach 1945 zugekommen wäre. Zum zweiten hinderte ihn der fast dreijährige Kriegsdienst an der praktischen Ausübung von Malerei und Zeichnung. Schließlich verhinderte sein früher Tod als Soldat die weitere Entfaltung seines Talents. Somit teilt Moering das Schicksal vieler Maler der „Verschollenen Generation“ von Künstlern, deren Karrieren nach 1933 beendet waren oder sich gar nicht erst entfalten konnten.

## Posthume Ausstellungen
- 1960 Atelier Christa Moering, Wiesbaden
- 1960 Kunstkabinett Hanna Bekker vom Rath, Frankfurt am Main
- 1974 Staatliche Kunstsammlungen, Kassel
- 1986 Atelier Christa Moering, Wiesbaden
- 1987 Stiftung Kulturwerk Schlesien, Würzburg
- 2014 Kunstforum Ostdeutsche Galerie, Regensburg